# Selección femenina de fútbol sub-20 de Venezuela
La selección femenina de fútbol sub-20 de Venezuela es el equipo representativo del país en las competiciones oficiales de fútbol de su categoría. Su organización está a cargo de la Federación Venezolana de Fútbol, la cual es miembro de la Confederación Sudamericana de Fútbol y de la FIFA.
La selección femenina de fútbol sub-20 de Venezuela participa cada dos años en el Campeonato Sudamericano Femenino de Fútbol Sub-20, clasificatorio para la Copa Mundial de la categoría, torneo internacional en el cual ha participado en una ocasión: 2016. Su mejor participación en un Sudamericano Sub-20 ha sido en la edición de 2015 cuando alcanzó el subcampeonato.

## Uniforme
- Uniforme titular: Camiseta vinotinto, pantalón vinotinto, medias vinotinto.
- Uniforme alternativo: Camiseta blanca, pantalón blanca, medias blancas.

## Estadísticas

### Copa Mundial Femenina Sub-20
| Año   | Ronda          | Posición       | PJ             | PG             | PE             | PP             | GF             | GC             | Goleadora                               |
| ----- | -------------- | -------------- | -------------- | -------------- | -------------- | -------------- | -------------- | -------------- | --------------------------------------- |
| 2002  | Sin invitación | Sin invitación | Sin invitación | Sin invitación | Sin invitación | Sin invitación | Sin invitación | Sin invitación | Sin invitación                          |
| 2004  | No clasificó   | No clasificó   | No clasificó   | No clasificó   | No clasificó   | No clasificó   | No clasificó   | No clasificó   | No clasificó                            |
| 2006  | No clasificó   | No clasificó   | No clasificó   | No clasificó   | No clasificó   | No clasificó   | No clasificó   | No clasificó   | No clasificó                            |
| 2008  | No clasificó   | No clasificó   | No clasificó   | No clasificó   | No clasificó   | No clasificó   | No clasificó   | No clasificó   | No clasificó                            |
| 2010  | No clasificó   | No clasificó   | No clasificó   | No clasificó   | No clasificó   | No clasificó   | No clasificó   | No clasificó   | No clasificó                            |
| 2012  | No clasificó   | No clasificó   | No clasificó   | No clasificó   | No clasificó   | No clasificó   | No clasificó   | No clasificó   | No clasificó                            |
| 2014  | No clasificó   | No clasificó   | No clasificó   | No clasificó   | No clasificó   | No clasificó   | No clasificó   | No clasificó   | No clasificó                            |
| 2016  | Fase de grupos | 14º            | 3              | 0              | 0              | 3              | 3              | 9              | Speckmaier, García y Moreno: 1          |
| 2018  | No clasificó   | No clasificó   | No clasificó   | No clasificó   | No clasificó   | No clasificó   | No clasificó   | No clasificó   | No clasificó                            |
| 2022  | No clasificó   | No clasificó   | No clasificó   | No clasificó   | No clasificó   | No clasificó   | No clasificó   | No clasificó   | No clasificó                            |
| 2024  | Fase de grupos | 19º            | 3              | 0              | 1              | 2              | 2              | 9              | Apóstol: 1                              |
| 2026  | Por definir    | Por definir    | Por definir    | Por definir    | Por definir    | Por definir    | Por definir    | Por definir    | Por definir                             |
| Total | 2/11           | 28º            | 6              | 0              | 1              | 5              | 5              | 18             | Speckmaier, García, Moreno y Apóstol: 1 |

### Campeonato Sudamericano Femenino Sub-20
| Año   | Ronda                                                      | Posición                                                   | PJ                                                         | PG                                                         | PE                                                         | PP                                                         | GF                                                         | GC                                                         | Goleadora                              |
| ----- | ---------------------------------------------------------- | ---------------------------------------------------------- | ---------------------------------------------------------- | ---------------------------------------------------------- | ---------------------------------------------------------- | ---------------------------------------------------------- | ---------------------------------------------------------- | ---------------------------------------------------------- | -------------------------------------- |
| 2004  | Fase clasificatoria                                        | 8º                                                         | 2                                                          | 0                                                          | 0                                                          | 2                                                          | 0                                                          | 7                                                          | —                                      |
| 2006  | Primera fase                                               | 8º                                                         | 4                                                          | 0                                                          | 3                                                          | 1                                                          | 5                                                          | 12                                                         | Ramírez, Lovera, Gamboa y Girón        |
| 2008  | Primera fase                                               | 8º                                                         | 4                                                          | 0                                                          | 3                                                          | 1                                                          | 5                                                          | 6                                                          | Sin datos                              |
| 2010  | Primera fase                                               | 6º                                                         | 4                                                          | 2                                                          | 0                                                          | 2                                                          | 6                                                          | 8                                                          | Yaribeth Ulacio: 2                     |
| 2012  | Primera fase                                               | 8º                                                         | 4                                                          | 1                                                          | 0                                                          | 3                                                          | 4                                                          | 10                                                         | Altuve, Garrido, Zambrano y Abraham: 1 |
| 2014  | Primera fase                                               | 5º                                                         | 4                                                          | 2                                                          | 0                                                          | 2                                                          | 9                                                          | 7                                                          | Villamizar y Zambrano: 2               |
| 2015  | Subcampeón                                                 | 2º                                                         | 7                                                          | 4                                                          | 2                                                          | 1                                                          | 13                                                         | 7                                                          | Gabriela García: 3                     |
| 2018  | Cuarto lugar                                               | 4º                                                         | 7                                                          | 2                                                          | 1                                                          | 4                                                          | 4                                                          | 13                                                         | Deyna Castellanos: 4                   |
| 2020  | Torneo cancelado en la fase final por pandemia de COVID-19 | Torneo cancelado en la fase final por pandemia de COVID-19 | Torneo cancelado en la fase final por pandemia de COVID-19 | Torneo cancelado en la fase final por pandemia de COVID-19 | Torneo cancelado en la fase final por pandemia de COVID-19 | Torneo cancelado en la fase final por pandemia de COVID-19 | Torneo cancelado en la fase final por pandemia de COVID-19 | Torneo cancelado en la fase final por pandemia de COVID-19 | Argüelles e Higuera: 3                 |
| 2022  | Cuarto lugar                                               | 4º                                                         | 7                                                          | 3                                                          | 1                                                          | 3                                                          | 8                                                          | 7                                                          | Campos y Olivieri: 3                   |
| 2024  | Quinto lugar                                               | 5º                                                         | 9                                                          | 3                                                          | 1                                                          | 5                                                          | 19                                                         | 16                                                         | Mariana Barreto: 7                     |
| Total | 9/10                                                       | 5º                                                         | 52                                                         | 17                                                         | 11                                                         | 24                                                         | 73                                                         | 93                                                         | Deyna Castellanos: 4                   |

### Juegos Bolivarianos
| Año   | Ronda                                   | Posición                                | PJ                                      | PG                                      | PE                                      | PP                                      | GF                                      | GC                                      | Goleadora                                        |
| ----- | --------------------------------------- | --------------------------------------- | --------------------------------------- | --------------------------------------- | --------------------------------------- | --------------------------------------- | --------------------------------------- | --------------------------------------- | ------------------------------------------------ |
| 2005  | Solo participaron selecciones absolutas | Solo participaron selecciones absolutas | Solo participaron selecciones absolutas | Solo participaron selecciones absolutas | Solo participaron selecciones absolutas | Solo participaron selecciones absolutas | Solo participaron selecciones absolutas | Solo participaron selecciones absolutas | Solo participaron selecciones absolutas          |
| 2009  | Solo participaron selecciones absolutas | Solo participaron selecciones absolutas | Solo participaron selecciones absolutas | Solo participaron selecciones absolutas | Solo participaron selecciones absolutas | Solo participaron selecciones absolutas | Solo participaron selecciones absolutas | Solo participaron selecciones absolutas | Solo participaron selecciones absolutas          |
| 2013  | Subcampeón                              | 2º                                      | 5                                       | 3                                       | 1                                       | 1                                       | 16                                      | 9                                       | Deyna Castellanos: 3                             |
| 2017  | Tercer lugar                            | 3º                                      | 5                                       | 2                                       | 1                                       | 1                                       | 5                                       | 4                                       | Cabeza, Quintero, Luzardo, Moreno y Rodríguez: 1 |
| 2022  | Tercer lugar                            | 3º                                      | 3                                       | 1                                       | 1                                       | 1                                       | 2                                       | 3                                       | Campos, Contreras: 1                             |
| Total | 3/3                                     | .º                                      | 13                                      | 6                                       | 3                                       | 3                                       | 23                                      | 16                                      | Deyna Castellanos: 3                             |

### Juegos Suramericanos
| Año   | Ronda                                   | Posición                                | PJ                                      | PG                                      | PE                                      | PP                                      | GF                                      | GC                                      | Goleadora                               |
| ----- | --------------------------------------- | --------------------------------------- | --------------------------------------- | --------------------------------------- | --------------------------------------- | --------------------------------------- | --------------------------------------- | --------------------------------------- | --------------------------------------- |
| 2010  | Suspendido                              | Suspendido                              | Suspendido                              | Suspendido                              | Suspendido                              | Suspendido                              | Suspendido                              | Suspendido                              | Suspendido                              |
| 2014  | Solo participaron selecciones absolutas | Solo participaron selecciones absolutas | Solo participaron selecciones absolutas | Solo participaron selecciones absolutas | Solo participaron selecciones absolutas | Solo participaron selecciones absolutas | Solo participaron selecciones absolutas | Solo participaron selecciones absolutas | Solo participaron selecciones absolutas |
| 2018  | No participó                            | No participó                            | No participó                            | No participó                            | No participó                            | No participó                            | No participó                            | No participó                            | No participó                            |
| 2022  | Campeón                                 | 1º                                      | 3                                       | 2                                       | 1                                       | 0                                       | 10                                      | 2                                       | Kimberlyn Campos: 4                     |
| Total | 1/1                                     | .º                                      | 3                                       | 2                                       | 1                                       | 0                                       | 10                                      | 2                                       | Kimberlyn Campos: 4                     |

## Jugadoras
Jugadoras convocadas para disputar el Torneo femenino de fútbol en los Juegos Bolivarianos de 2022 en Valledupar, Colombia.
Las apariciones y goles están actualizadas al 24 de abril luego del partido ante Brasil. Incluyendo solo apariciones en partidos reconocidos por la FIFA.
| No. | Pos. | Jugador            | Fecha de nacimiento (edad)         | Apa. | Goles | Club                    |
| --- | ---- | ------------------ | ---------------------------------- | ---- | ----- | ----------------------- |
|     | POR  | Hilary Azuaje      | 27 de octubre de 2004 (20 años)    | 7    | 0     | Atlético S. C.          |
|     | POR  | Ashley Pulgar      | 18 de enero de 2003 (22 años)      | 0    | 0     | Caracas                 |
|     |      |                    |                                    |      |       |                         |
|     | DEF  | Zulaycar Milano    | 17 de julio de 2002 (22 años)      | 4    | 0     | Caracas                 |
|     | DEF  | Isabella Tabja     | 23 de abril de 2002 (22 años)      | 1    | 0     | Caldwell Cougars        |
|     | DEF  | Fabiola Solórzano  | 22 de octubre de 2003 (21 años)    | 7    | 0     | Atlético Huila          |
|     | DEF  | María Duerto       | 29 de marzo de 2003 (21 años)      | 0    | 0     | Caracas                 |
|     |      |                    |                                    |      |       |                         |
|     | MED  | Ana Paula Fraiz    | 13 de febrero de 2003 (22 años)    | 7    | 0     | Fresno Pacific Sunbirds |
|     | MED  | Iraia Arrue        | 17 de marzo de 2003 (22 años)      | 7    | 0     | ADIFFEM                 |
|     | MED  | Jaimar Torrealba   | 04 de septiembre de 2003 (21 años) | 6    | 0     | Deportivo Lara          |
|     | MED  | Floriangel Apostol | 07 de septiembre de 2005 (19 años) | 7    | 0     | Deportivo Lara          |
|     | MED  | Naileth Rangel     | 06 de abril de 2002 (22 años)      | 2    | 0     | Metropolitanos          |
|     | MED  | Alexineth Rosario  | 06 de junio de 2003 (21 años)      | 1    | 0     | Caracas                 |
|     | MED  | Alai Araujo-Elorza | 22 de febrero de 2002 (23 años)    | 5    | 0     | Sunrise Prime           |
|     | MED  | Nerimar Infante    | 25 de diciembre de 2003 (21 años)  | 0    | 0     | Independiente Medellín  |
|     | MED  | María Contreras    | 18 de diciembre de 2004 (20 años)  | 0    | 0     |                         |
|     |      |                    |                                    |      |       |                         |
|     | DEL  | Kimberlyn Campos   | 29 de octubre de 2003 (21 años)    | 6    | 3     | Seca Sport              |
|     | DEL  | Daniela Martínez   | 29 de octubre de 2003 (21 años)    | 0    | 0     | Caracas                 |
|     | DEL  | Victoria De Abreu  | 29 de abril de 2003 (21 años)      | 0    | 0     | Atlético Independiente  |

## Palmarés
- Campeonato Sudamericano de Fútbol Sub-20:
  -  Subcampeón (1): 2015
  -  Cuarto lugar (2): 2018 y 2022

- Juegos Suramericanos:
  -   Campeón (1): 2022

- Juegos Bolivarianos:
  -  Subcampeón (1): 2013[3]
  -  Tercer lugar (2): 2017 y 2022

- Torneo Internacional de Fútbol Sub-20 de la Alcudia:
  -  Subcampeón (1): 2016[4]